# Митрополит београдско-карловачки Вићентије
Вићентије Јовановић (Сентандреја, 1689 — Београд, 6. јун 1737) је био митрополит београдско-карловачки у периоду од 1731. до 1737. године.

## Биографија
Рођен је 1689. године у Сентандреји, од родитеља Јована и Витоке (Ане?). Имао је четири брата: Јосифа, Михајла, Аврама и Јакова, којима је Вићентије помогао тако да су постали трговци и постмајстери (арендатори поштари). Замонашен је у манастиру Раковцу. Изабран је затим (пре 1721) за егзарха митрополијиског и народног пуномоћника. Са митрополитом Мојсејем становао је у Београду, а задржан је за њих и двор у Карловцима.
Одиграо је значајну улогу у сједињењу Карловачке и Београдске митрополије на црквено-народном сабору 1726. године. По завршетку овог сабора изабран је за епископа арадског, јенопољског и великовардарског. У својој епархији је радио веома много, нарочито у периоду када је претила опасност од уније, тада је често путовао по епархији и утврђивао верни народ у православљу. Приликом једног таквог обиласка епархије пуцали су на њега.
На Сабору 22. марта 1731. године једногласно је изабран за архиепископа и митрополита српског народа у Аустроугарској. У почетку, његов главни противкандидат био је темишварски епископ Никола (Димитријевић). Фрушкогорски монаси нису били за епископа Николу, а ни патријарх Арсеније IV, који је требало да изда потврдну грамату. Патријарх Арсеније IV је „утицао да буде изабран Вићентије, као епископски и народни кандидат, насупрот Николи Димитријевићу, који је био кандидат аустријског двора".
Митрополит Вићентије је, у сарадњи са епископима, издао 1. новембра 1733. године Монашка правила. И за мирско свештенство је такође прописао правила.
Подигао је 1734. године у Северину у Хрватској православно владичанство, у чију је столицу увео Симеона Филиповића. Било је то сада Хрватско-вараждинско-северинско-марчанско владичанство. Он је у ствари обновио 1731. године укинуто сигет-мохачко владичанство. Егзарх митроплојилски Симеон је устоличен 1735. године и добро се носио са непријатељима православља (унијатима), али је и постадао, дочекао смрт у затвору.
Иако није био довољно образован, митрополит је волео и подизао српске школе. Основао је тако "латинске школе" у Београду, Сремским Карловцима, Осијеку и Даљу. За професоре ових школа довео је 1733. године из Русије кијевске "магистре" Емануила Козачинског, Јована Минацког и Николу Николајевића.
Митрополит је имао додира са војском, тако што је под туђим наговором основао један свој коњички пук, који се јуначки борио у Италији. Са одобрењем цара Илирско-хусарски пук је основан крајем 1734. године; а званично уговором од 30. маја 1735. године. Од почетка он је његов поседник (протектор) са чином пуковника, који има права да поставља ниже официре. Пук је издржаван прилозима народа, па је временом створен велики дуг, назван "митрополијски". Године 1736. одступио је и дао свој Илирско-хусарски пук кнезу Кантакузену. Пук је престао да постоји већ 1740. године.
Вићентије је био у великом непријатељству са бачким владиком Висарионом Павловићем. Спор је настао у вези са буном Пере Сегединца, када је Висарион чак био ухапшен, јер је уцењивао митрополита. Митрополит Вићентије умро је после дужег боловања у Београду, 6. јуна 1737. године, и сахрањен је у саборној цркви коју је почео градити. Године 1749. митрополит Павле Ненадовић је дао да се Јовановићеве кости пренесе у Срем, где су узидане у зид олтарски цркве манастира Раковца.